# Pratylenchus brachyurus
Pratylenchus brachyurus är en rundmaskart. Pratylenchus brachyurus ingår i släktet Pratylenchus och familjen Hoplolaimidae. Inga underarter finns listade i Catalogue of Life.